# سرداب جهانستان
سرداب جهانستان مربوط به دوره قاجار است و در ابرکوه، میدان امام حسین (ع)، خیابان نسفی، محله جهانستان واقع شده و این اثر در تاریخ ۱۸ اسفند ۱۳۸۷ با شمارهٔ ثبت ۲۵۳۵۵ به‌عنوان یکی از آثار ملی ایران به ثبت رسیده است.